# Jan Hendrik de Waal Malefijt

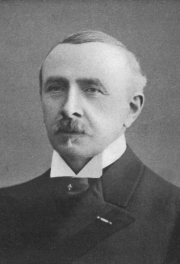
Jan Hendrik de Waal Malefijt (1917)

Jan Hendrik de Waal Malefijt (* 31. Januar 1852 in Overveen, Provinz Noord-Holland; † 14. März 1931 in Katwijk, Provinz Zuid-Holland) war ein niederländischer Politiker der Anti-Revolutionaire Partij (ARP), der unter anderem zwischen 1897 und 1909 Mitglied der Zweiten Kammer der Generalstaaten und als Nachfolger von Alexander Willem Frederik Idenburg von 1909 bis 1913 Kolonialminister im Kabinett Heemskerk war. In dieser Position entfremdete er sich vom ARP-Vorsitzenden Abraham Kuyper, der ihn oft kritisierte und nicht als starken Minister ansah. Nach seinem Ausscheiden aus der Regierung war er zwischen 1924 und 1927 Bürgermeister von Katwijk sowie von 1917 bis 1925 Mitglied der Ersten Kammer der Generalstaaten.

## Leben

### Bürgermeister und Mitglied der Zweiten Kammer der Generalstaaten
Jan Hendrik de Waal Malefijt, Sohn des Maurers Johannes Jacobus de Waal Malefijt (1826–1883) und dessen Ehefrau Louisa Wilhelmina Retel (1824–1889), war zunächst Lehrer und später Gemeindebeamter sowie Inhaber einer Seifensiederei. Als Mitglied der Anti-Revolutionaire Partij (ARP) begann er seine politische Laufbahn in der Kommunalpolitik und war von 1884 bis 1890 Mitglied des Gemeinderates von Zeist. Danach fungierte er zwischen dem 29. April 1890 und dem 28. September 1903 in Personalunion als Bürgermeister und Gemeindeschreiber von Westbroek und Achttienhoven, die heute beide zur Gemeinde De Bilt gehören. Er engagierte sich zudem als Sekretär-Schatzmeister des Wasserverbandes „’t Huis Hart“ sowie als Chefredakteur der Tageszeitung „Stichtse Courant“.
Bei den Wahlen vom 15. Juni 1897 wurde er im Wahlkreis Breukelen erstmals zum Mitglied der Zweiten Kammer der Generalstaaten gewählt und gehörte dieser nach seinen Wiederwahlen bei den Wahlen am 14. Juni 1901, 16. Juni 1905 und 11. Juni 1909 bis zum 16. August 1909 an. Während seiner Parlamentszugehörigkeit sprach er regelmäßig über Kolonialangelegenheiten, aber auch über Bildung, öffentliche Gesundheit, innere Verwaltung, Fischerei und Justiz. Er war zudem vom 18. März 1908 bis 13. November 1908 Vorsitzender des Clubs der ARP in der Zweiten Kammer.

### Kolonialminister, Bürgermeister von Katwijk und Mitglied derProvinciale Staten

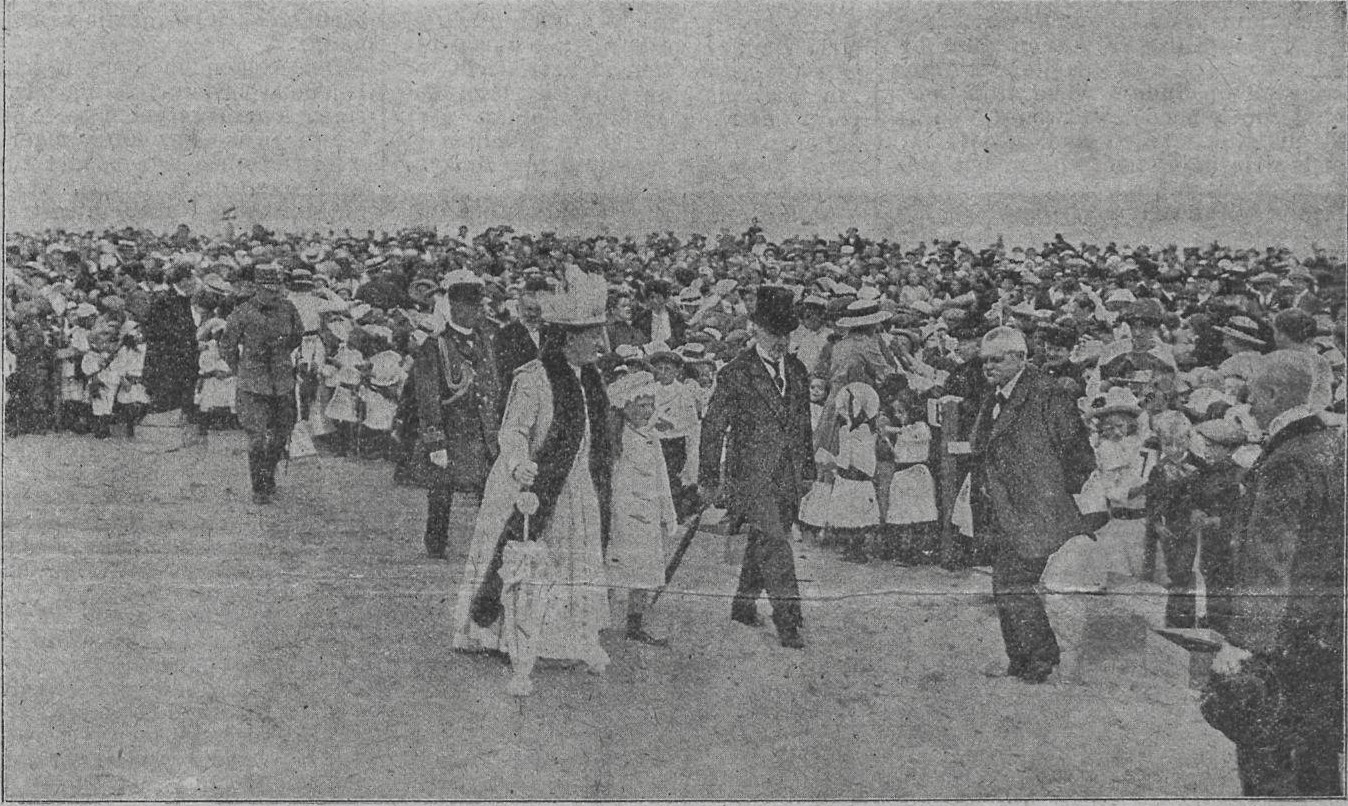
Jan Hendrik de Waal Malefijt als Bürgermeister von Katwijk mit Königin Wilhelmina und Prinzessin Juliana.

Nachdem Alexander Willem Frederik Idenburg zum Generalgouverneur von Niederländisch-Ostindien ernannt worden war, übernahm de Waal Malefijt am 16. August 1909 das Amt als Kolonialminister im Kabinett Heemskerk und bekleidete dieses bis zum 29. August 1913. Während seiner Amtszeit wurde 1910 eine Änderung des niederländischen Staatsangehörigkeitsgesetzes (Wet op het Nederlanderschap) herbeigeführt, infolgedessen alle, die in Niederländisch-Ostindien von dort ansässigen Eltern geboren wurden, niederländische Untertanen wurden. 1912 wurde der von ihm vorgelegte Entwurf eines Gesetzes zur Vorbereitung der niederländisch-ostindischen Verwaltungsreform (Wet tot voorbereiding van de Indische bestuurshervorming) verabschiedet, woraufhin mit Simon de Graaff ein Regierungskommissar für die Neuordnung des Verwaltungswesens ernannt wurde. 1913 brachte er des Weiteren einen Gesetzesentwurf zur Änderung des Niederländisch-Ostindischen Rechnungslegungsgesetzes (Wet  van de Indische Comptabiliteitswet) im Zusammenhang mit der Einrichtung eines Kolonialrates (Koloniale Raad) als repräsentatives Gremium ein, das bei der Aufstellung des Budgets mitreden sollte. Dieser Gesetzentwurf wurde von seinem Nachfolger im darauf folgenden Kabinett Cort van der Linden, Thomas Bastiaan Pleyte, jedoch zurückgezogen.
Nach seinem Ausscheiden aus der Regierung wurde de Waal Malefijt am 16. Oktober 1914 als Nachfolger des am 7. August 1914 verstorbenen Tieleman Albertus Otto de Ridder Bürgermeister von Katwijk und bekleidete dieses Amt bis zum 1. Februar 1927, woraufhin der frühere Justizminister Jan Schokking seine Nachfolge antrat. Zugleich wurde er am 4. Juli 1916 auch Mitglied der Provinciale Staten, des Parlaments in der Provinz Zuid-Holland, und vertrat dort bis August 1917 den Wahlkreis Leiderdorp.

### Mitglied der Ersten Kammer der Generalstaaten
Am 28. August 1917 wurde Jan Hendrik de Waal Malefijt schließlich für die Provinz Zuid-Holland Mitglied der Ersten Kammer der Generalstaaten und gehörte dieser bis zum 16. September 1925 an. In der Ersten Kammer fungierte er vor allem als Experte für innerstaatliche Regierungsführung. Nachdem er 1919 die Annahme der Ämter als Bürgermeister von Haarlem, als Mitglied des Staatsrates (Raad van State) sowie als Kolonialminister im Kabinett Ruijs de Beerenbrouck I abgelehnt hatte, wurde er 1919 mit 42 von 82 Stimmen bei der periodischen Wahl im Provinzialrat von Südholland wieder zum Mitglied der Ersten Kammer wiedergewählt. Bei der Wahl 1922 wählten ihn die Provinciale Staten der Provinz Zuid-Holland mit 43 der 77 Stimmen abermals zum Mitglied der Ersten Kammer, während seine Gegenkandidaten Th. Stoop von der Sociaal Democratische Arbeiders Partij (SDAP) 19 Stimmen und Pieter Rink von der Liberale Unie zehn Stimmen erhielt. Er war daraufhin von Oktober 1922 bis Juni 1923 Mitglied der Zentralabteilung der Ersten Kammer. 1923 wurde er für die Gruppe IV (Südholland) abermals zum Mitglied der Ersten Kammer gewählt und gehörte zwischen dem 16. September und dem 16. Dezember 1924 erneut der Zentralabteilung dieser Kammer als Mitglied an. Nach Beendigung seiner Amtszeit als Bürgermeister von Katwijk am 1. Februar 1927 zog er sich aus dem politischen Leben zurück. Für seine langjährigen Verdienste erhielt er das Ritterkreuz des Ordens vom Niederländischen Löwen.
Aus seiner am 15. November 1877 in Leiden geschlossenen Ehe mit Frederica Sophia Wilhelmina Couvée (1845–1926) gingen die Kinder Johannes Jacobus de Waal Malefijt (1879–1959), Louise Wilhelmina de Waal Malefijt (1881–unbekannt) sowie Elisabeth Jacomina de Waal Malefijt (1885–1966) hervor. Sein Sohn Johannes Jacobus de Waal Malefijt engagierte sich kommunalpolitisch als Mitglied des Stadtrates von Utrecht.